# Becquigny (Aisne)
Pour les articles homonymes, voir Becquigny.
Becquigny est une commune française située dans le département de l'Aisne en région Hauts-de-France.

## Géographie

### Communes limitrophes
|         | Busigny              |              |
| Prémont | Becquigny            | Vaux-Andigny |
|         | Bohain-en-Vermandois |              |

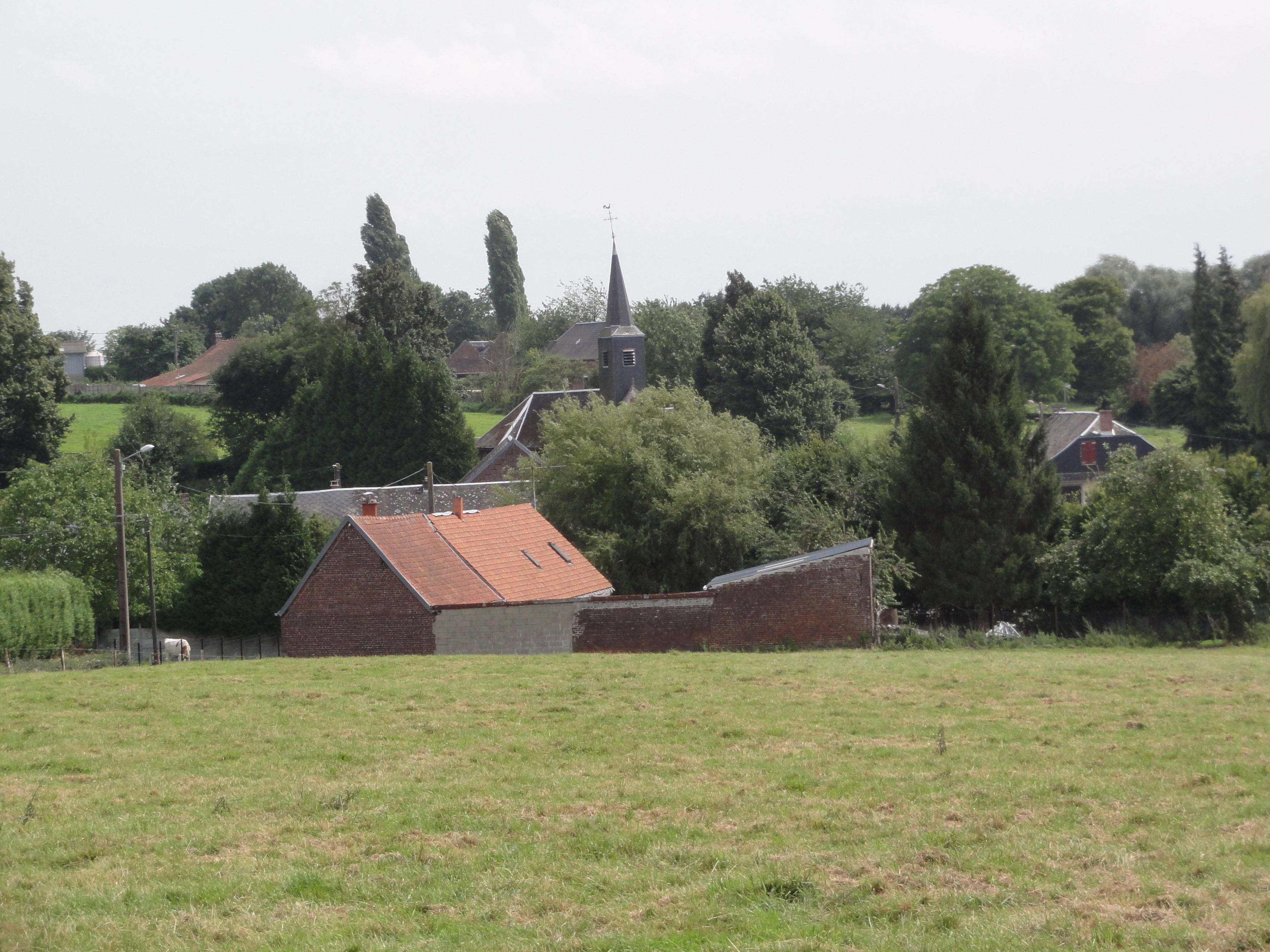
Vue du village.
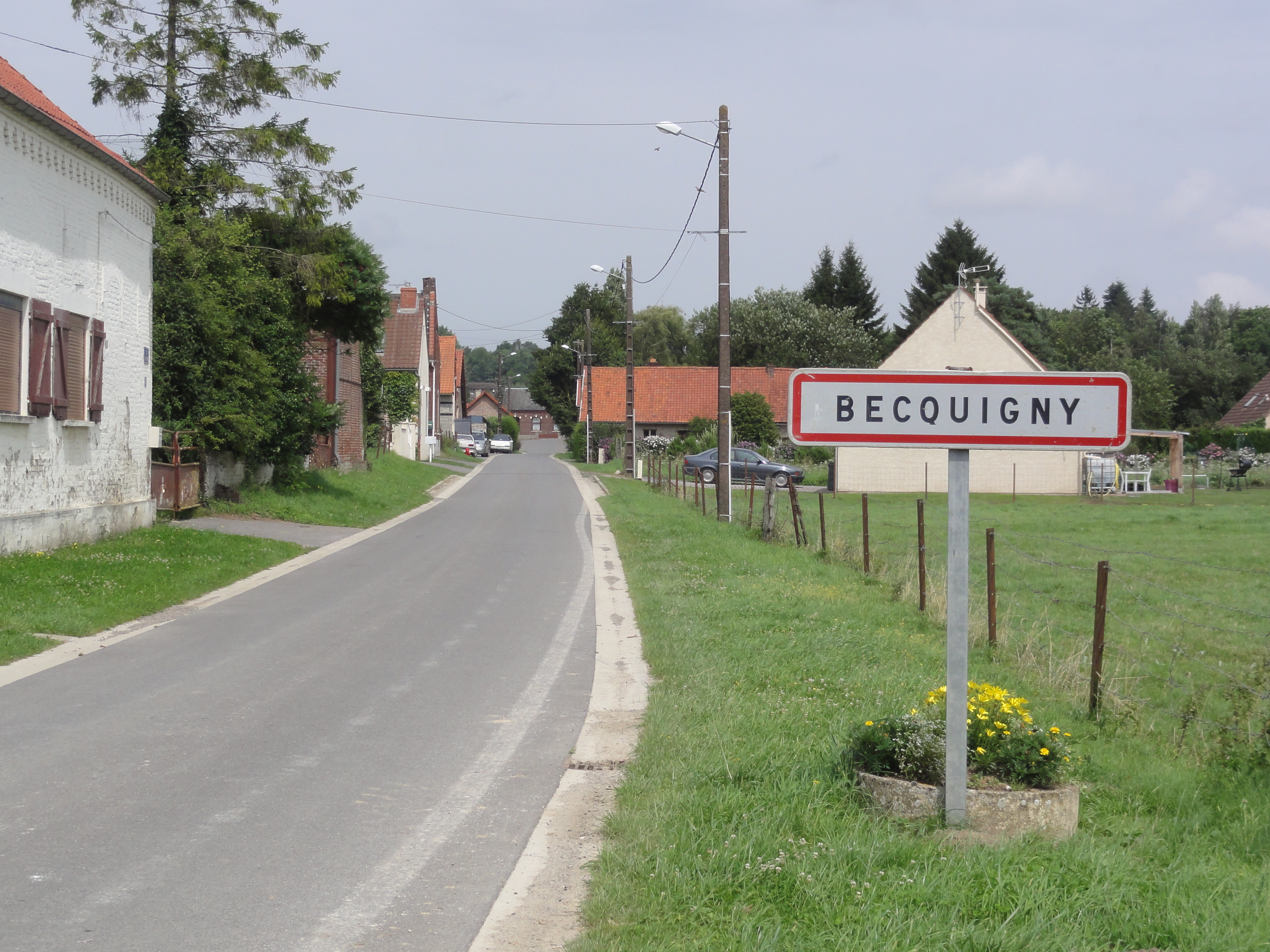
Entrée du village.

### Le hameau de Becquignette
Situé de l'autre côté de la route de Busigny, le hameau de Becquignette comprend une dizaine de maisons.

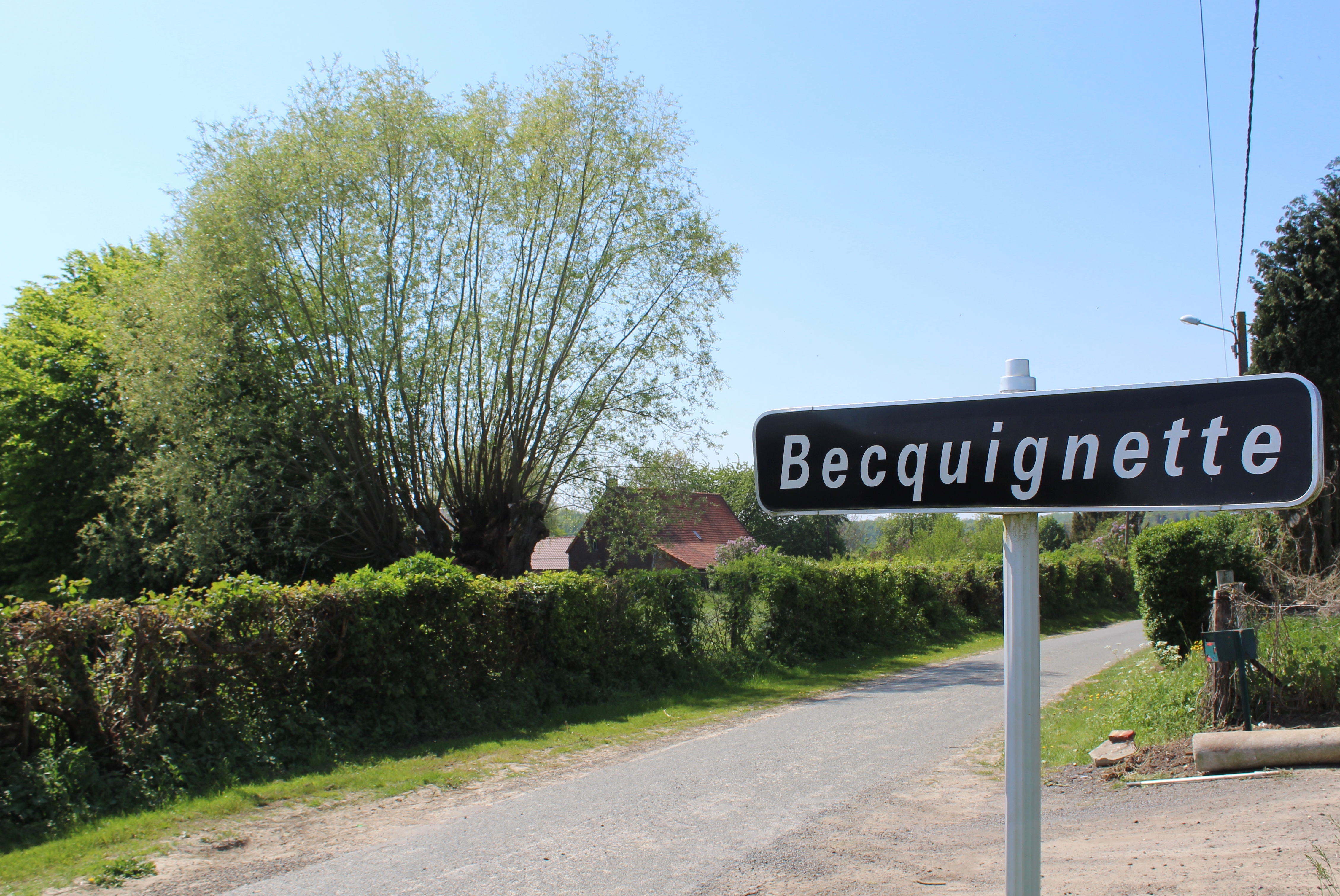
Entrée du hameau du côté de Becquigny.
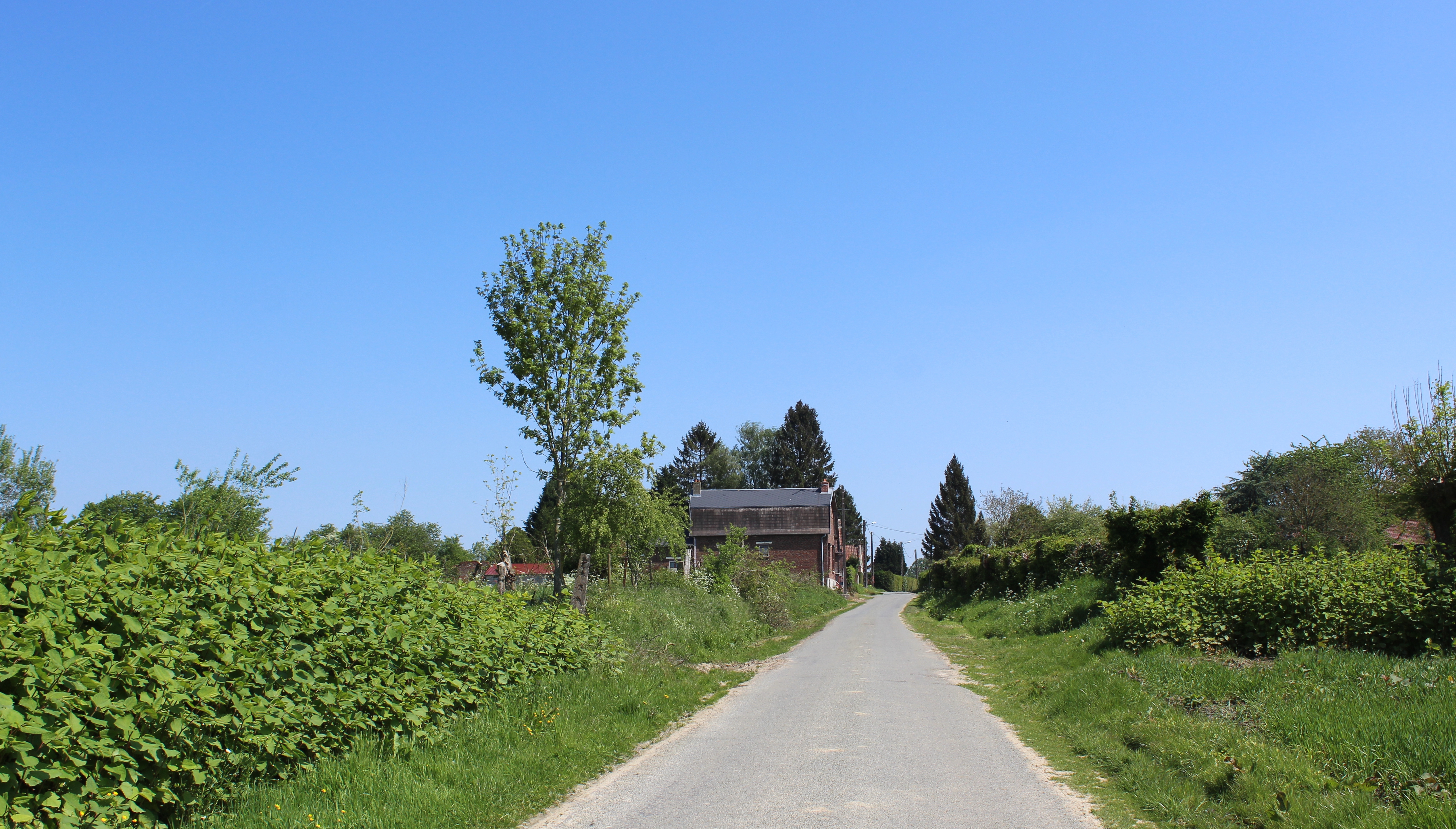
Vue du hameau en venant de Prémont.

### Hydrographie
La commune est située dans le bassin Artois-Picardie. Elle n'est drainée par aucun cours d'eau.

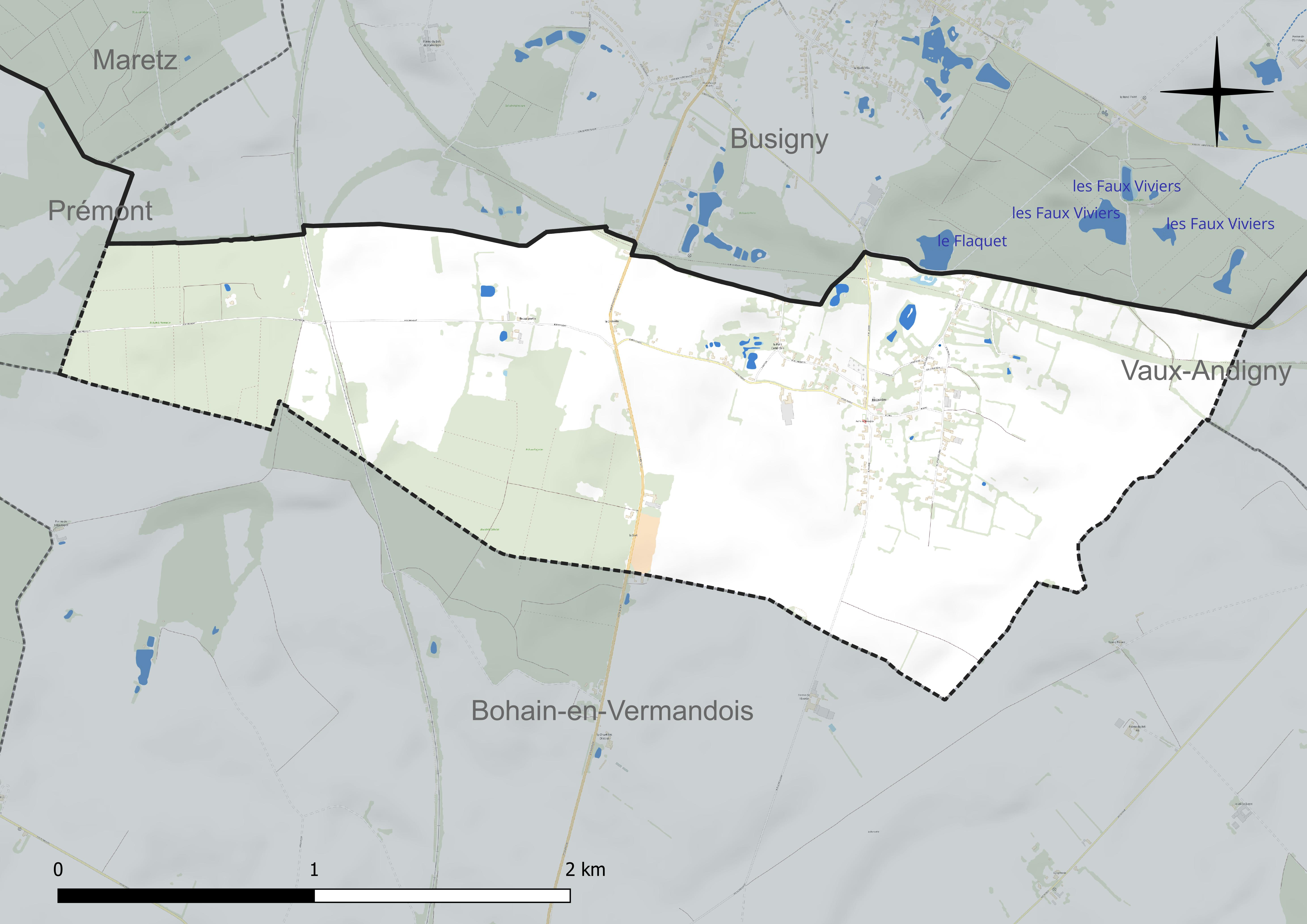
Réseau hydrographique de Becquigny.

### Climat
Pour des articles plus généraux, voir Climat des Hauts-de-France et Climat de l'Aisne.
En 2010, le climat de la commune est de type climat océanique dégradé des plaines du Centre et du Nord, selon une étude du CNRS s'appuyant sur une série de données couvrant la période 1971-2000. En 2020, Météo-France publie une typologie des climats de la France métropolitaine dans laquelle la commune est dans une zone de transition entre le climat océanique et le climat océanique altéré et est dans la région climatique Nord-est du bassin Parisien, caractérisée par un ensoleillement médiocre, une pluviométrie moyenne régulièrement répartie au cours de l'année et un hiver froid (3 °C).
Pour la période 1971-2000, la température annuelle moyenne est de 9,8 °C, avec  une amplitude thermique annuelle de 14,6 °C. Le cumul annuel moyen de précipitations est de 790 mm, avec 12,3 jours de précipitations en janvier et 9,7 jours en juillet. Pour la période 1991-2020 la température moyenne annuelle observée sur la station météorologique la plus proche, située sur la commune d'Épehy à 24 km à vol d'oiseau, est de 10,6 °C et le cumul annuel moyen de précipitations est de 752,8 mm,. Pour l'avenir, les paramètres climatiques de la commune estimés pour 2050 selon différents scénarios d'émission de gaz à effet de serre sont consultables sur un site dédié publié par Météo-France en novembre 2022.

## Urbanisme

### Typologie
Au 1er janvier 2024, Becquigny est catégorisée commune rurale à habitat dispersé, selon la nouvelle grille communale de densité à 7 niveaux définie par l'Insee en 2022.
Elle est située hors unité urbaine. Par ailleurs la commune fait partie de l'aire d'attraction de Bohain-en-Vermandois, dont elle est une commune de la couronne,. Cette aire, qui regroupe 3 communes, est catégorisée dans les aires de moins de 50 000 habitants,.

### Occupation des sols
L'occupation des sols de la commune, telle qu'elle ressort de la base de données européenne d'occupation biophysique des sols Corine Land Cover (CLC), est marquée par l'importance des territoires agricoles (75,4 % en 2018), une proportion identique à celle de 1990 (75,4 %). La répartition détaillée en 2018 est la suivante : 
terres arables (47,2 %), forêts (24,6 %), prairies (16,7 %), zones agricoles hétérogènes (11,5 %).
L'évolution de l'occupation des sols de la commune et de ses infrastructures peut être observée sur les différentes représentations cartographiques du territoire : la carte de Cassini (XVIIIe siècle), la carte d'état-major (1820-1866) et les cartes ou photos aériennes de l'IGN pour la période actuelle (1950 à aujourd'hui).

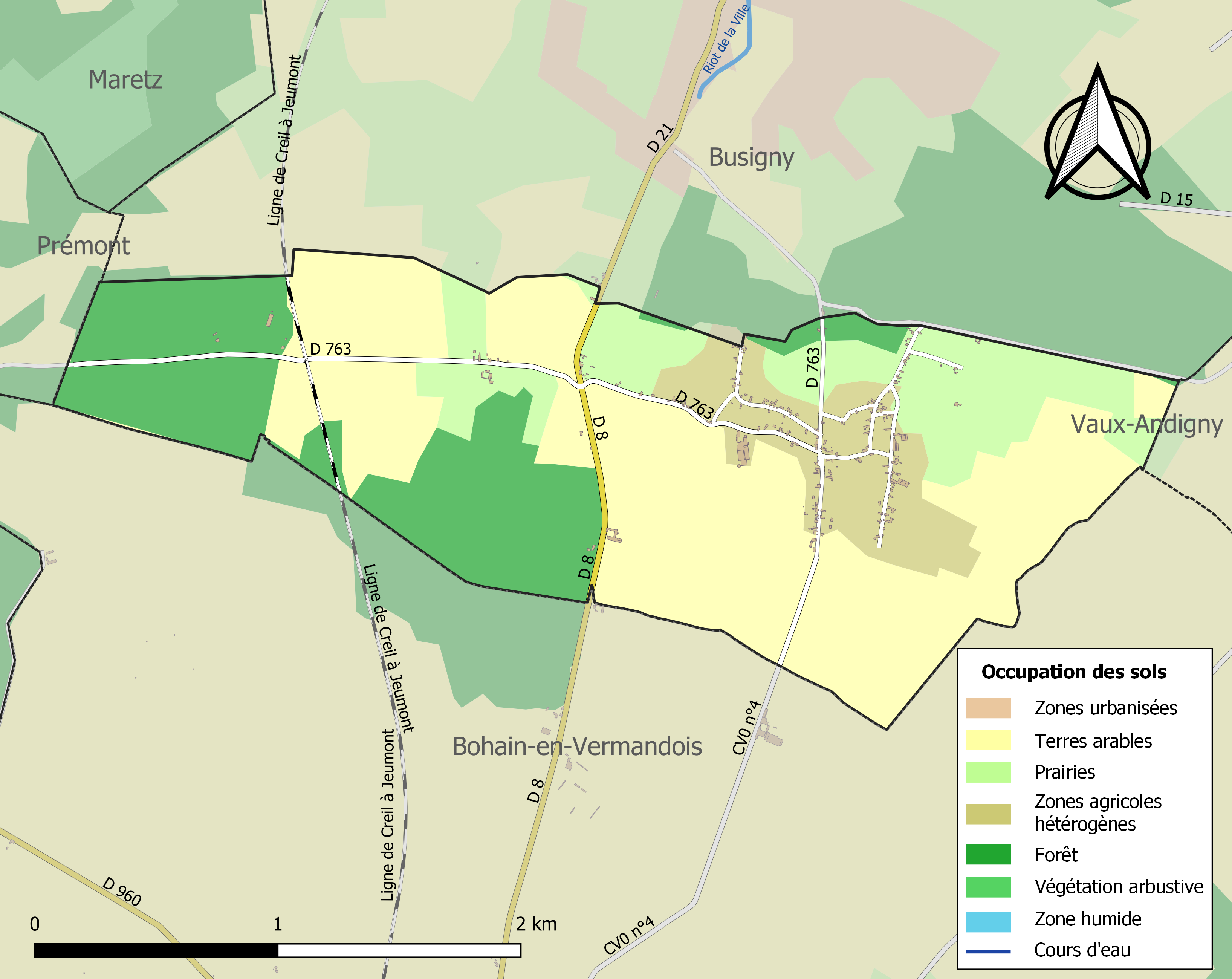
Carte des infrastructures et de l'occupation des sols de la commune en 2018 (CLC).

## Toponymie
Le village est cité pour la première fois sous l'appellation latine de Bekegnies en 1163. Le nom variera encore ensuite de nombreuses fois en fonction des différents transcripteurs.: Bequignies, Becquegnies, Becquignie, Becquignies, Bequigny  au XVIIIe siècle sur la carte de Cassini et enfin l'orthographe actuelle Becquigny au XIXe siècle
.

## Histoire
Carte de Cassini

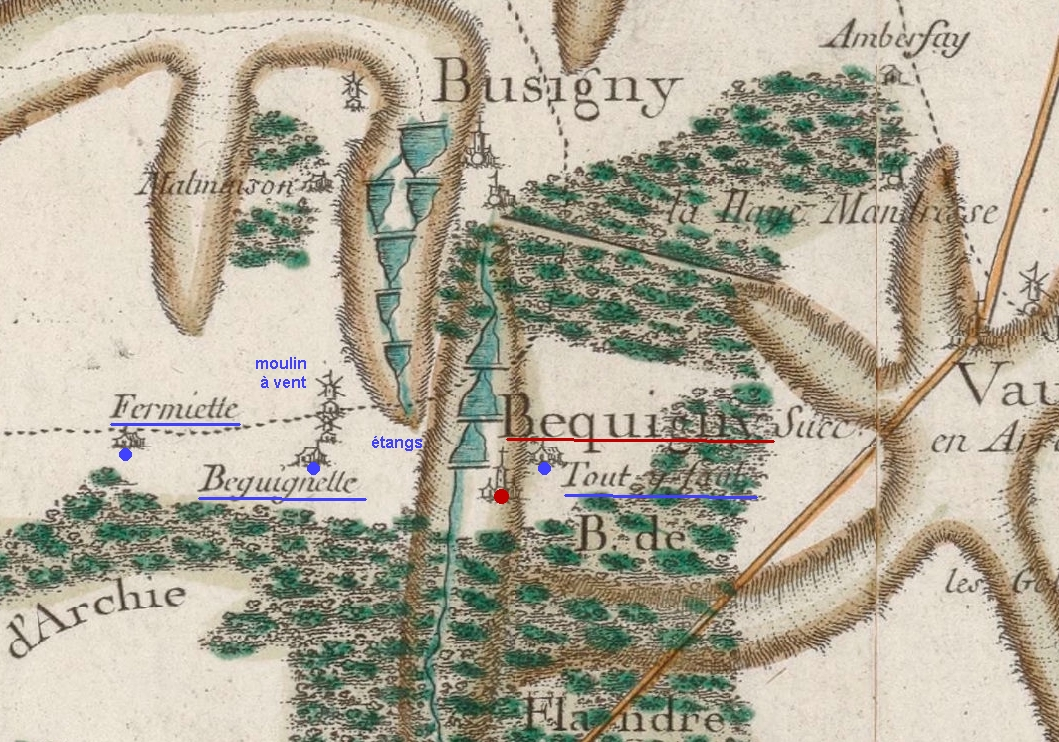
Carte de Cassini du secteur
(vers 1750).

La carte de Cassini montre qu'au XVIIIe siècle, Becquigny est une paroisse située sur la rive droite d'un ru qui alimentait des étangs servant à l'alimentation en poisson des habitants.
À l'ouest, figurent le hameau de Becquignette qui est cité en 1411 ainsi que la ferme la fermiette ( La Fremiette en 1689 ; encore présente sur le plan cadastral de 1825, elle est aujourd'hui disparue).
Deux moulins à vent en bois, aujourd'hui disparus, sont représentés au nord du hameau de Becquignette.
Au nord de la paroisse, est représenté le hameau de Tout Y Faut.

## Politique et administration

### Découpage territorial
La commune de Becquigny est membre de la communauté de communes du Pays du Vermandois, un établissement public de coopération intercommunale (EPCI) à fiscalité propre créé le 31 décembre 1993 dont le siège est à Bellicourt. Ce dernier est par ailleurs membre d'autres groupements intercommunaux.
Sur le plan administratif, elle est rattachée à l'arrondissement de Saint-Quentin, au département de l'Aisne et à la région Hauts-de-France. Sur le plan électoral, elle dépend du  canton de Bohain-en-Vermandois pour l'élection des conseillers départementaux, depuis le redécoupage cantonal de 2014 entré en vigueur en 2015, et de la troisième circonscription de l'Aisne  pour les élections législatives, depuis le dernier découpage électoral de 2010.

### Administration municipale
| Période                                  | Période                   | Identité             | Étiquette | Qualité            |
| ---------------------------------------- | ------------------------- | -------------------- | --------- | ------------------ |
| Les données manquantes sont à compléter. |                           |                      |           |                    |
| avant 1877                               | après 1879                | Marlot               |           |                    |
| Les données manquantes sont à compléter. |                           |                      |           |                    |
| mars 2001                                | mars 2008                 | André Macoine        |           |                    |
| mars 2008                                | 15 avril 2009             | Sandrine Roy-Morisot |           | Démissionnaire     |
| 10 juin 2009                             | mars 2014                 | Gérard Rousseau      |           | professeur d'EPS   |
| 2014                                     | mai 2020                  | Raoul Norvez         | DVD       | garagiste retraité |
| mai 2020                                 | En cours (au 6 juin 2020) | Pierre Morel         |           |                    |

## Démographie
L'évolution du nombre d'habitants est connue à travers les recensements de la population effectués dans la commune depuis 1793. Pour les communes de moins de 10 000 habitants, une enquête de recensement portant sur toute la population est réalisée tous les cinq ans, les populations de référence des années intermédiaires étant quant à elles estimées par interpolation ou extrapolation. Pour la commune, le premier recensement exhaustif entrant dans le cadre du nouveau dispositif a été réalisé en 2007.

En 2022, la commune comptait 263 habitants, en évolution de +1,15 % par rapport à 2016 (Aisne : −1,97 %, France hors Mayotte : +2,11 %).
| 1793 | 1800 | 1806 | 1821 | 1831 | 1836 | 1841 | 1846 | 1851 |
| ---- | ---- | ---- | ---- | ---- | ---- | ---- | ---- | ---- |
| 174  | 221  | 234  | 276  | 307  | 355  | 399  | 421  | 442  |

| 1856 | 1861 | 1866 | 1872 | 1876 | 1881 | 1886 | 1891 | 1896 |
| ---- | ---- | ---- | ---- | ---- | ---- | ---- | ---- | ---- |
| 476  | 461  | 466  | 686  | 686  | 632  | 658  | 621  | 622  |

| 1901 | 1906 | 1911 | 1921 | 1926 | 1931 | 1936 | 1946 | 1954 |
| ---- | ---- | ---- | ---- | ---- | ---- | ---- | ---- | ---- |
| 564  | 568  | 477  | 428  | 407  | 393  | 369  | 310  | 340  |

| 1962 | 1968 | 1975 | 1982 | 1990 | 1999 | 2006 | 2007 | 2012 |
| ---- | ---- | ---- | ---- | ---- | ---- | ---- | ---- | ---- |
| 317  | 301  | 253  | 265  | 253  | 274  | 279  | 280  | 281  |

| 2017 | 2022 | - | - | - | - | - | - | - |
| ---- | ---- | - | - | - | - | - | - | - |
| 250  | 263  | - | - | - | - | - | - | - |

## Culture locale et patrimoine

### Lieux et monuments
- Église Saint-Jean-Baptiste, avec des fresques d'Émile Flamant.
- Monument aux morts.
- Oratoires dont un près de l'église.
- Calvaire.
- Motte circulaire fossoyée dite « mont du Câtelet »[26].

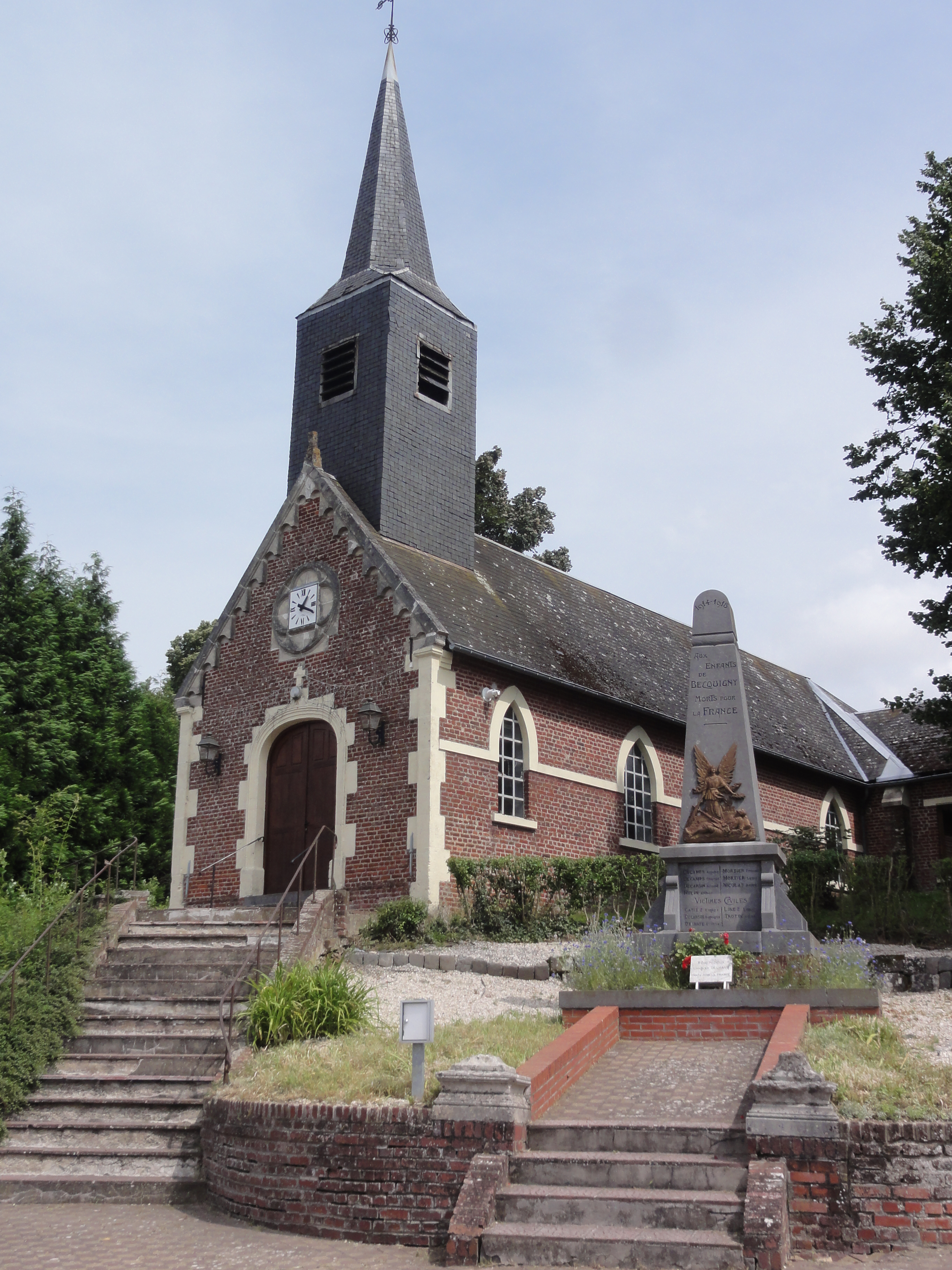
Église Saint-Jean-Baptiste et monument aux morts.
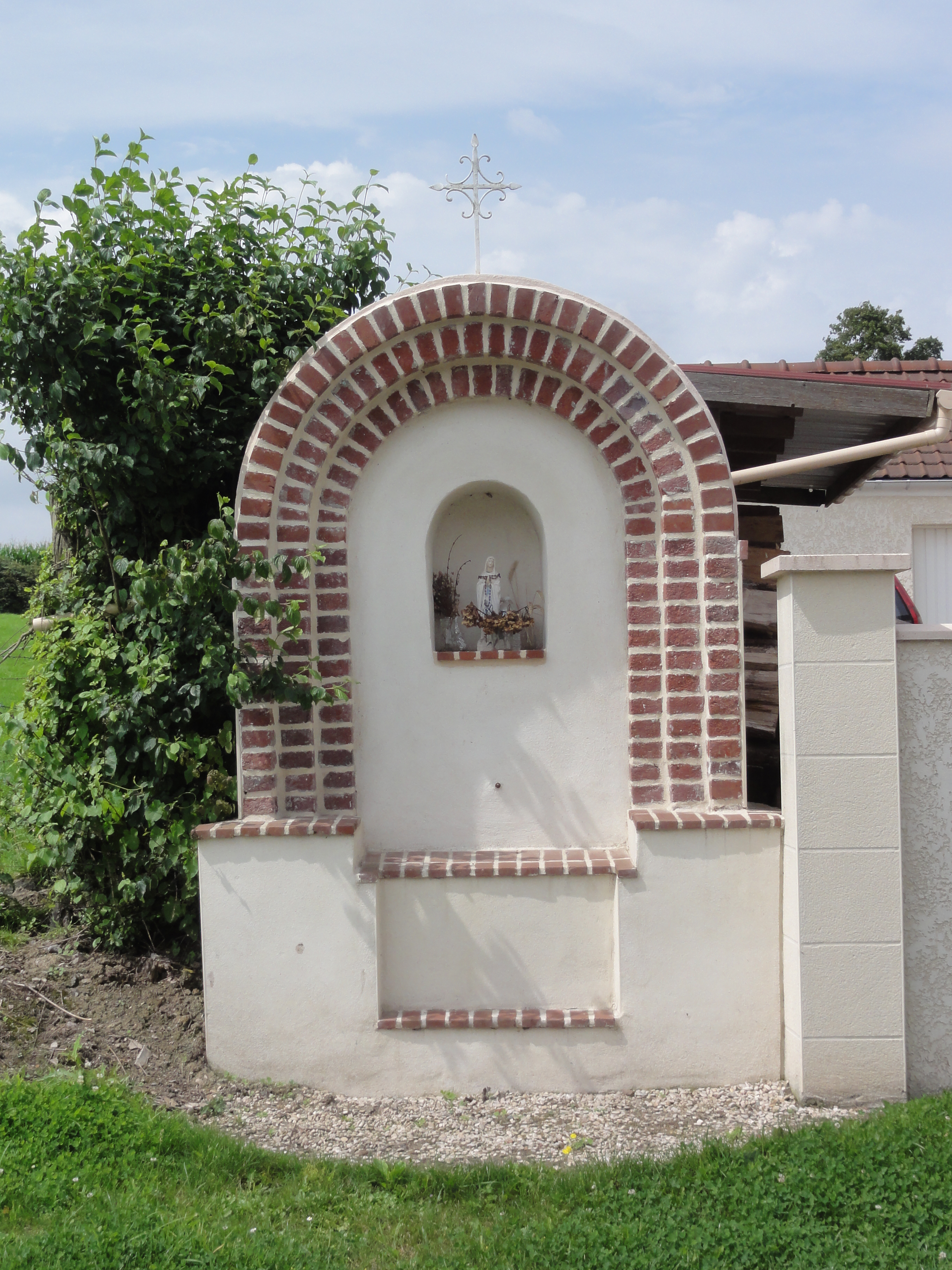
Oratoire.
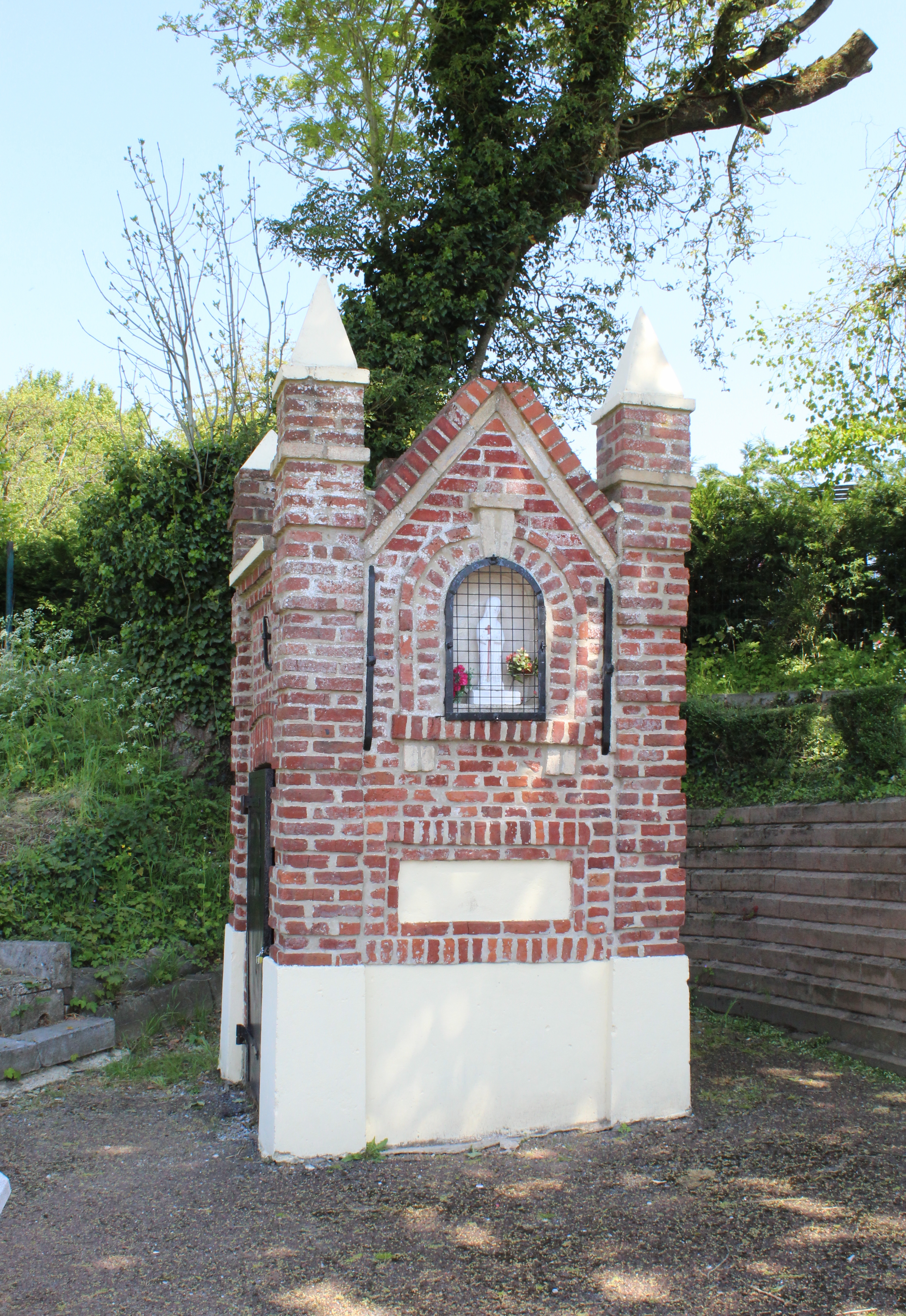
Oratoire près de l'église.
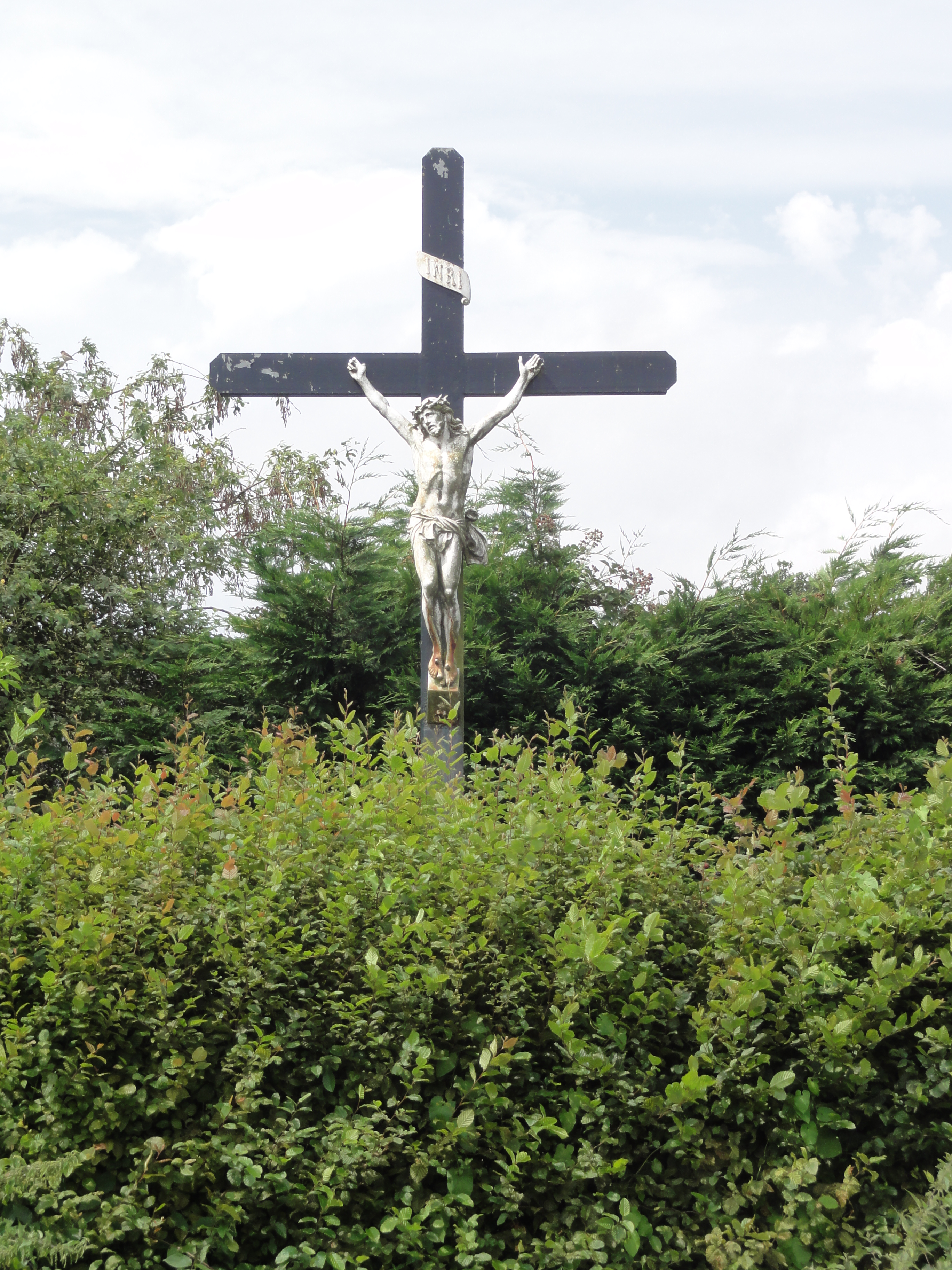
Calvaire.

### Personnalités liées à la commune

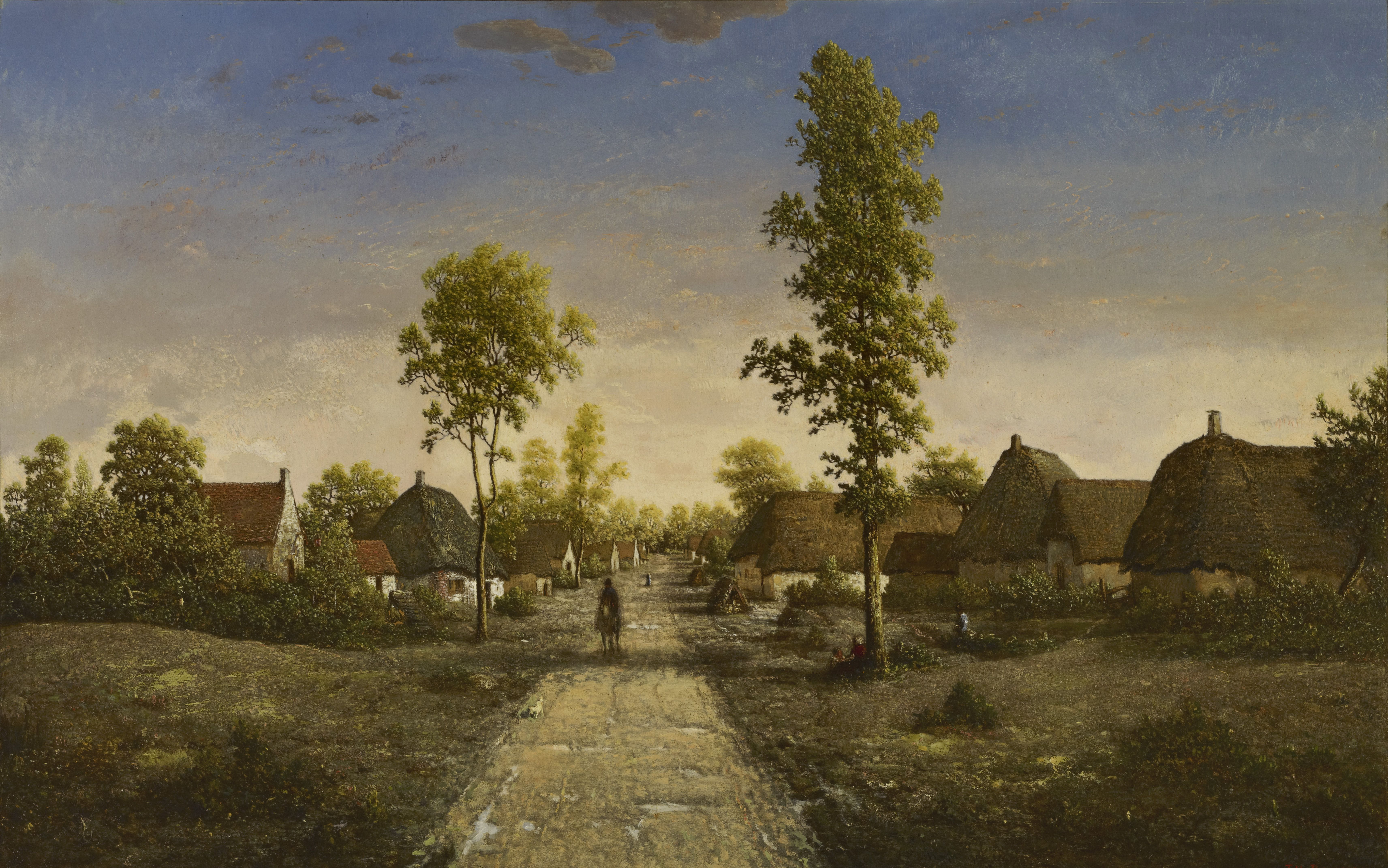
Le Village de Becquigny
Théodore Rousseau, vers 1857
The Frick Collection, New York.

- Théodore Rousseau peint le tableau "Le village de Becquigny", ce dernier appartient à la collection Frick à New-York[27]